# Jens-Erik Madsen
Jens-Erik Madsen, född den 30 mars 1981 i Randers, Danmark, är en dansk tävlingscyklist som tog OS-silver i bancyklingslagförföljelse vid olympiska sommarspelen 2008 i Peking.